# محمدحسین خسروی دارانی
محمدحسین خسروی دارانی سیاست‌مدار ایرانی بود، که در دوره بیست و چهارم مجلس شورای ملی به عنوان نماینده فریدن از استان اصفهان در مجلس شورای ملی حضور داشت.